# Григорьев, Иван Антонович
Иван Антонович Григо́рьев (1902—1942) — один из организаторов и руководителей партизанского движения в Карелии в годы Великой Отечественной войны, майор, командир партизанской бригады.

## Биография
Родился в крестьянской семье, карел.
В 1917—1920 годах работал слесарем в железнодорожном депо станции Масельгская Мурманской железной дороги.
В 1920 году ушёл добровольцем в Красную армию. Член РКП(б) с 1922 года.
В 1920—1936 годах служил в органах ВЧК (ОГПУ), в пограничных войсках в Карелии.
Окончил Высшую пограничную школу ОГПУ в 1935 году.
До августа 1941 года работал помощником начальника противовоздушной обороны Петрозаводска.
В начале Советско-финской войны (1941—1944) старший лейтенант Григорьев И. А. воевал командиром взвода в партизанском отряде «Бей фашистов». За образцовое выполнение боевых заданий командования на фронте борьбы с немецкими и финскими захватчиками и проявленные при этом доблесть и мужество командир взвода партизанского отряда «Бей фашистов» старший лейтенант Григорьев Иван Антонович был награждён орденом Красной Звезды приказом по войскам Карельского фронта № 0119/Н от 19 декабря 1941 года.
С октября 1941 года командовал батальоном особого назначения Карельского фронта, с февраля 1942 года — командир 1-й партизанской бригады.
С 29 июня по 25 августа 1942 года бригада в составе 6 отрядов общей численностью 648 человек совершила 650-километровый рейд по тылам противника в районе озёр Сегозеро и Поросозеро. 30 июля 1942 года бригада была окружена в районе сегозерских лесов. В бою за высоту 264,9 И. А. Григорьев был четырежды ранен, но продолжал руководить отрядом. При прорыве из окружения погиб. Командир 1 партизанской бригады майор Григорьев Иван Антонович был награждён орденом Ленина (посмертно).
Похоронен в селе Паданы в братской могиле.

## Память
Паданская школа носит имя И. А. Григорьева.
Одна из улиц села Паданы названа именем И. А. Григорьева.
Является прообразом партизана на открытом в 2003 году памятнике «Воинам, партизанам и подпольщикам Карельского фронта» на мемориале Военно-мемориальный комплекс Карельского фронта.